# Christophe Hurni
Christophe Hurni (1 december 1962) is een Zwitsers autocoureur.

## Carrière
Hurni begon zijn autosportcarrière in de jaren 80 van de vorige eeuw. Hij was van 1987 tot 1990 actief in het Zwitserse Formule 3-kampioenschap. In 1987 eindigde hij hier als tiende, in 1988 als zevende en in 1989 en 1990 als vierde. Ook nam hij in 1987 en in 1989 deel aan de Europese Formule 3 Cup.
Na een pauze van 15 jaar keerde Hurni in 2005 terug in de autosport, waarbij hij in vier van de zes raceweekeinden van de Zwitserse Formule Renault reed. Hij beëindigde dit seizoen als elfde in het kampioenschap. In 2008 reed hij nog een raceweekend in de Zwitserse Formule Renault. Na een pauze van een jaar reed hij in 2010 twee raceweekenden in de Formule Renault MEC.
Eind 2011 werd bekend dat Hurni in het laatste raceweekend van de GP3 mag rijden van dat jaar voor het team Jenzer Motorsport. In de leeftijd van 48 jaar is hij de oudste coureur ooit in de GP3.